# 戴路
戴路（？—1979年2月15日），广东钦县（今广西钦州市）人，中华人民共和国政治人物、外交官。
1978年，接替葛步海，担任中华人民共和国驻乌干达大使。1979年，由张勃川接任。